# Pawel Stepanowitsch Roschizki
Pawel Stepanowitsch Roschizki (russisch Павел Степанович Рожицкий; * 1893 in Schitomir, Russisches Kaiserreich; † 1. Oktober 1971 in Leningrad) war ein sowjetischer Theater- und Film-Schauspieler.

## Leben und Leistungen
Roschizki begann seine Bühnenlaufbahn im Jahr 1917. In den 1920 und 30er Jahren trat er an Theatern in Moskau, Stary Oskol, Staraja Russa, Leningrad, Busuluk und Kolomna auf.
1931 wurde der gebürtige Ukrainer vom Mosfilmstudio verpflichtet, wo er bis 1942 unter Vertrag stand. Parallel dazu besuchte Roschizki die dem Studio angeschlossene Schauspielschule und erwarb hier 1935 den Abschluss.
Sein Filmdebüt gab der dunkelhaarige Mime 1927 als Priester in der weißrussischen Produktion Лесная быль (Lesnaja byl) nach einer Erzählung von Michas Tscharot. Unter der Leitung Juri Wiktorowitsch Taritschs, dem Regisseur des Films, war Roschizki 1928 in Капитанская дочка (Kapitanskaja dotschka), einer Adaption von Alexander Puschkins Die Hauptmannstochter, und in Свои и чужие (Swoi i tschuschije) nach Wladimir Kirschons Roman Константин Терехин (Konstantin Terechin) zu sehen. Bis 1932 folgten noch drei weitere Rollen, ehe Roschizki bis 1936 nicht mehr vor die Kamera trat. Danach hatte er bis 1960 noch zehn weitere Filmengagements, wurde aber nie wieder in den Credits genannt. Zu seinen späteren Rollen zählen u. a. die des Michailo in dem Kurzfilm Переполох (Perepoloch, 1954) nach Anton Tschechows Kurzgeschichte Durcheinander und die eines Anglers in Alexander Rous Dragozenny podarok (1956).
1970 zog er in eine nach der Schauspielerin Marija Gawrilowna Sawina benannte Altersresidenz für ehemalige Darsteller in Leningrad und verstarb im Herbst des darauffolgenden Jahres.

## Filmografie (Auswahl)
- 1939: Das goldene Schlüsselchen (Solotoi kljutschik)
- 1952: Mainacht (Maiskaja notsch, ili utoplenija)
- 1953: Feindlicher Wirbelwind (Wichri wraschdebnyje)
- 1954: Im Eismeer verschollen (More studjonoje)
- 1956: Dragozenny podarok